# Thanh Y
Thanh Y (tiếng Trung: 青衣, tiếng Anh: Tsing Yi), là một hòn đảo ở khu vực đô thị của Hồng Kông, ở phía tây bắc của đảo Hồng Kông và ở phía nam của Thuyên Loan. Với diện tích 10.69 km², hòn đảo đã được mở rộng đáng kể nhờ cải tạo đất tại hầu hết các vùng bờ biển tự nhiên và hợp nhất với các đảo nhỏ Nha Ưng Châu và Châu Tể. Ba vịnh hay bến tàu chính là Thanh Y Đường, Môn Tể Đường và vịnh Thanh Y ở phía đông bắc của đảo đã bị cải tạo hoàn toàn để hình thành nên các khu đô thị mới.
Hòn đảo có thể được phân chia làm bốn, một phần tư phía đông bắc là khu dân cư, một phần tư đông nam là Thanh Y thị, một phần tư phía tây nam có ngành công nghiệp nặng, trong khi một phần tư phía tây bắc có một tuyến đường mòn thư giãn, một giao điểm giao thông và một số cơ sở công nghiệp đóng tàu. Hòn đảo nằm ở phần tây bắc của cảng Victoria và một bị giới hạn một phần của điều luật hạn chế cải tạo đất tại khu vực cảng.

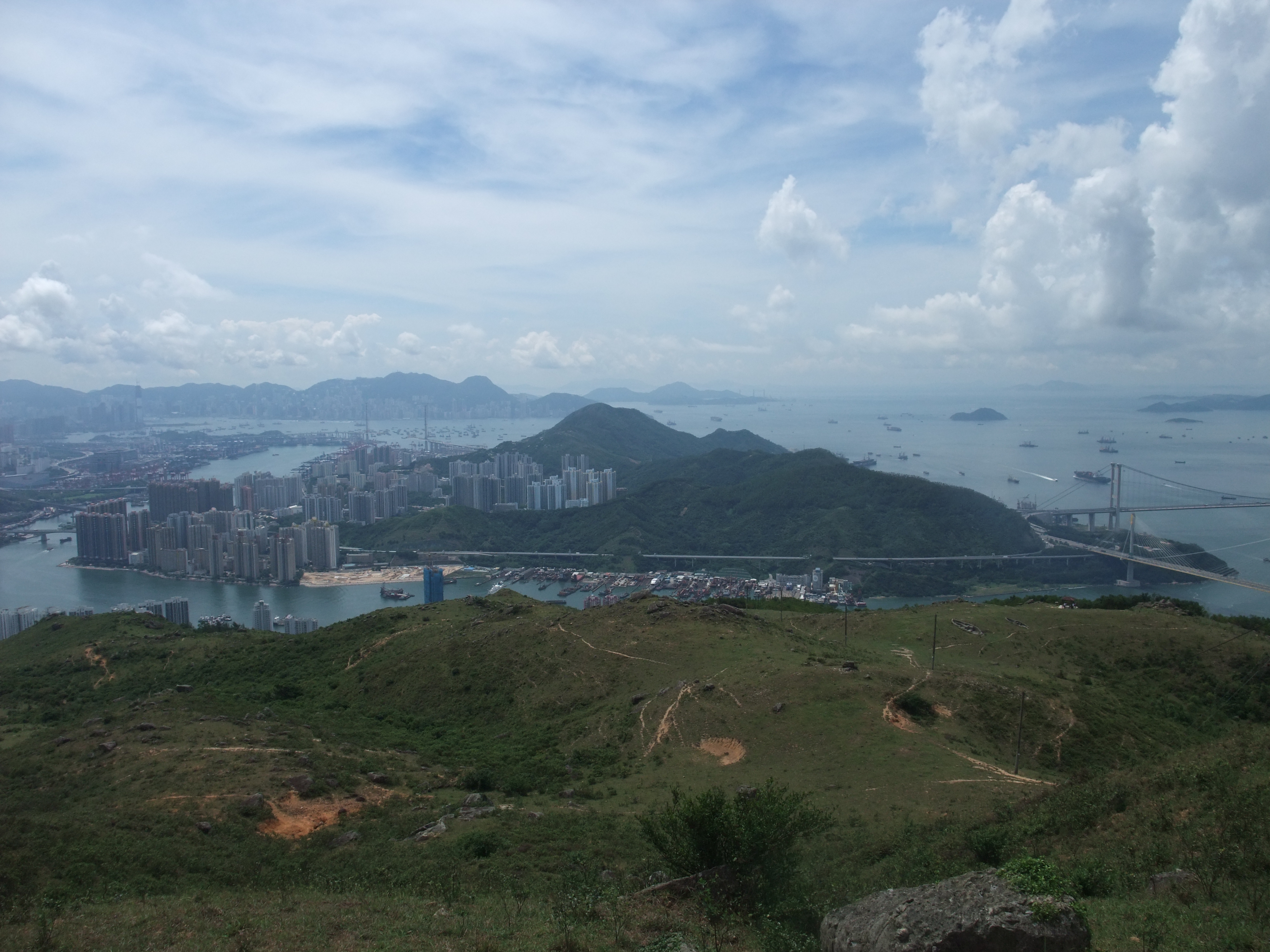
Đảo Thanh Y nhìn từ Thạch Long Củng.

## Tên gọi
Thanh Y (青衣) có nghĩa là "quần áo màu xanh", song cũng là tên tiếng Hán của một loài cá, có lẽ là Choerodon schoenleinii, từng xuất hiện nhiều ở vùng biển lân cận của đảo. Người dân đặt tên cho đảo theo loài cá này. Thanh Y Đàm (青衣潭, nghĩa. vũng Thanh Y) hay Thanh Y Đàm Sơn (青衣潭山, nghĩa. Đồi vũng Thanh Y) cũng xuất hiện trên một số bản đồ ban đầu của Trung Quốc.
Hòn đảo cũng từng được biết đến với tên gọi Xuân Hoa Lạc (春花落), hoặc đảo Chun Fa trên một số bản đồ phương Tây. Ngày nay, Xuân Hoa Lạc vẫn là tên một địa điểm hay một thôn cũ ở góc đông nam của hòn đảo. Các văn bản của chính quyền dưới thời nhà Minh đã đặt tên cho vùng nước xung quanh Xuân Hoa Lạc là Xuân Hoa Dương (春花洋). Hải quân nhà Minh đã đánh bại các đội tàu hải tặc ở đây.

## Hành chính
Khu đô thị Thanh Y, cùng với khu đô thị Quỳ Dũng, là một phần của khu đô thị mới Thuyên Loan tại quận Quỳ Thanh ở Tân Giới. Mặc dù Thanh Y là một đảo xa trung tâm, song nó không trực thuộc Ly Đảo.
Về mặt lịch sử, đảo Thanh Y, với Quỳ Dũng, thường nằm trong cùng một đơn vị hành chính của Thuyên Loan vì người dân các khu dân cư ở đó gần gũi và gắn bó với nhau. Tuy nhiên, không giống như Quỳ Dũng, nơi các thôn là một phần của Ủy ban hương sự Thuyên Loan, đảo Thanh Y có Ủy ban hương sự Thanh Y riêng của mình. Ủy ban hương sự là một thể chế chính trị quan trọng cho đến khi thành lập khu nghị hội và khu vực thị chính cục (nay đã bãi bỏ).

## Dân số
Có khoảng 4.000 người sinh sống trên đảo khi người Anh đoạt lấy Tân Giới vào khoảng năm 1898. Một trăm năm sau, dân cư đã tăng lên 50 lần; theo điều tra dân số năm 2001 thì trên đảo Thanh Y có 193.432 cư dân trong 55.478 hộ gia đình. Trong một ước tính năm 2007, có khoảng 200.400 người sinh sống trên đảo. Dân cư trên đảo dự kiến sẽ tăng lên 203.300 trong tương lai gần. Hầu hết dân cư sinh sống tại khu đô thị Thanh Y.

## Địa lý
Thanh Y là một hòn đảo đồi núi với Tam Chi Hương ở phía nam và Liêu Đỗ Sơn ở phía đông bắc. Có thể trông thấy vùng đồng bằng nhỏ xung quanh Thanh Y Đường ở phía đông bắc của hòn đảo. Các khối đá trên đảo chủ yếu là đá hoa cương và để lộ ra do việc xây dựng các công trình nhà ở, công nghiệp và cơ sở hạ tầng. Mặc dù hòn đảo không nằm dưới sự quản lý của vườn quốc gia, song hầu hết các khu vực đồi núi vẫn còn giữ được màu xanh. Tam Chi Hương Cao 334 mét và là một rào cản ngăn cách các cơ sở công nghiệp ở phía tây và khu dân cư ở phía đông.